# Xingcheng-Plage
 (septembre 2017).
Si vous disposez d'ouvrages ou d'articles de référence ou si vous connaissez des sites web de qualité traitant du thème abordé ici, merci de compléter l'article en donnant les références utiles à sa vérifiabilité et en les liant à la section « Notes et références ».
Xingcheng-Plage (chinois simplifié : 兴城海滨 ; chinois traditionnel : 興城海濱 ; pinyin xìng chéng hǎibīn) est une station balnéaire du nord de la Chine dépendant de la ville de Xingcheng.

## Parc national de Xingcheng-Plage
Le parc paysager de Xingcheng-Plage (兴城海滨风景名胜区) a été proclamé parc national le 1er août 1988.